# Anton Malatinský
Anton Malatinský (Nagyszombat, 1920. január 15. – 1992. december 1.) szlovák labdarúgó-középpályás, edző.
A csehszlovák válogatott tagjaként részt vett az 1954-es labdarúgó-világbajnokságon, amelyen nem lépett pályára. Napjainkban a nagyszombati stadion viseli a nevét.

## Pályafutása

### Klubcsapatokban
Futballistaként jobboldali középpályásként játszott. Játékos pályafutása nagy részét a Spartak Trnava csapatában töltötte (1941–1950). Az 1950-es szezonban a Slovan Bratislava együtteséhez igazolt, amellyel néhány hónappal később megnyerte a csehszlovák bajnokságot. 
A bajnokságban 219 meccset játszott és 79 gólt szerzett. 1953 és 1956 között a másodosztályban a Baník Handlovában, majd rövid ideig a Spartak Trnavában játszott, de megsérült és 1956 közepén befejezte aktív pályafutását.

### A válogatottban
A szlovák válogatottban 1942. augusztus 23-án mutatkozott be a Románia elleni 1–0-s barátságos mérkőzésen Pozsonyban. 1942 és 1943 között 6 mérkőzést játszott a nemzeti együtteben.
A csehszlovák válogatottban 1948. május 23-án mutatkozott be Bukarestben a Románia elleni találkozón (1–2). 1954-ben behívták a svájci világbajnokságra, de nem lépett pályára a tornán. 1948 és 1951 között 10 mérkőzést játszott a válogatottban.

### Edzőként
Már első ligás játékosként nagyszombati fiatalokat edzett, 1948-ban pedig a köztársaság bajnokai lettek a neveltjei. Egy 1956-os térdsérülése végül arra kényszerítette, hogy felhagyjon az aktív játékkal. Teljesen az edzői pályára összpontosított, és átvette a Spartak Trnava csapatának irányítását. Edzőként 3-szor bajnoki címet szerzett velük 1968-ban, 1972-ben, 1973-ban. Kétszer a nemzeti kupát is elhódították (1967 és 1975), sőt, az 1966–67-es szezonban megnyerték a Mitropa Kupát is.
Külföldi csapatokat is irányított: az osztrák Admira Wacker Mödlinget, az Eisenstadtot és a St. Pöltent, a holland ADO Den Haagot. 
Edzőként kiváló stratégaként, nagyszerű pedagógusként és pszichológusként ismerték el, aki nemcsak tehetségeket tudott felkutatni – és belőlük bajnokcsapatot alkotni –, de munkájában önálló volt, nem szorult segítségre Hiába dolgozott többször külföldön is, több éven át ő tartotta az edzők hazai bajnoki mérkőzéseinek rekordját (538 meccs).
Játékos és edzői pályafutásáról 2015-ben jelent meg egy könyv: Mojmír Staško: Predbeh dobu címmel.

## Sikerei, díjai

### Játékosként
Slovan Bratislava
- Csehszlovák bajnokság (2): 1950, 1951

### Edzőként
Spartak Trnava
- Csehszlovák bajnokság (3): 1967–68, 1971–72, 1972–73
- Csehszlovák kupagyőztes (2): 1966–67, 1974–75
- Közép-európai kupa (1): 1966–1967

## Fordítás
- Ez a szócikk részben vagy egészben  az   Anton Malatinský című lengyel Wikipédia-szócikk ezen változatának fordításán alapul.  Az eredeti cikk szerkesztőit annak laptörténete sorolja fel. Ez a jelzés csupán a megfogalmazás eredetét és a szerzői jogokat jelzi, nem szolgál a cikkben szereplő információk forrásmegjelöléseként.
- Ez a szócikk részben vagy egészben  az   Anton Malatinský című szlovák Wikipédia-szócikk ezen változatának fordításán alapul.  Az eredeti cikk szerkesztőit annak laptörténete sorolja fel. Ez a jelzés csupán a megfogalmazás eredetét és a szerzői jogokat jelzi, nem szolgál a cikkben szereplő információk forrásmegjelöléseként.